# ميخائيل براون (لاعب كرة مضرب)
ميخائيل براون (بالإنجليزية: Michael Brown)‏ هو لاعب كرة مضرب أسترالي، ولد في أبريل 1971 في ولونغونغ في أستراليا.

## وصلات خارجية
- ميخائيل براون على موقع رابطة محترفي التنس (الإنجليزية)
- ميخائيل براون على موقع الاتحاد الدولي لكرة المضرب (الإنجليزية)
- ميخائيل براون على موقع كأس ديفيز (الإنجليزية)
- ميخائيل براون على موقع خلاصة التنس.كوم (الإنجليزية)